# Saw (franquicia)
Saw es una franquicia de medios de horror y gore propiedad de Lionsgate, que hasta 2024, cuenta con diez películas. La última se estrenó el 29 de septiembre de 2023 en cines, así como en otros formatos. La saga comenzó con un corto en 2003 dirigido por el director australiano James Wan y escrito por Leigh Whannell, al que sucedería la primera película estrenada en 2004 en el Festival de Cine de Sundance. Las secuelas fueron dirigidas por Darren Lynn Bousman, David Hackl y Kevin Greutert y escritas por Whannell, Bousman, Patrick Melton y Marcus Dunstan. Los estrenos de las películas de Saw se han producido en octubre, el viernes anterior a Halloween. Los creadores aún se mantienen en la franquicia como productores ejecutivos.
La trama de la saga gira en torno a John Kramer, también conocido como "Jigsaw", presentado de manera breve en Saw y más detalladamente en Saw II, quien, más que matar a sus víctimas, las atrapa en situaciones que él denomina "juegos" o "pruebas" para comprobar la voluntad de vivir de sus víctimas a través de todo tipo de torturas físicas y psicológicas. La saga se caracteriza, entre otras cosas, por tener infinidad de Flashbacks (algunos de ellos tan inmediatos que casi parecen momentos paralelos) los cuales simbolizan un puzzle, el concepto principal de la saga.
En general, la saga ha recibido desde críticas mixtas a negativas por los críticos especializados, pero económicamente ha sido un éxito en taquilla. Mientras que los críticos han comparado a la saga con Hostel y la han clasificado como torture porn, los creadores no están de acuerdo con el término "torture porn". Luke Y. Thompson, de OC Weekly, aseguró que, a diferencia de Hostel, las películas de Saw contienen menos tortura en el sentido de sadismo o masoquismo, ya que la "tortura" en las películas es autoinflingida por los personajes. El característico tema musical de Saw es "Hello Zepp", compuesto por Charlie Clouser.

## Películas estrenadas
| Película                     | Fecha de lanzamiento     | Director(es)         | Guionista(s)                           | Historia por                                      | Productor(es)                         |
| ---------------------------- | ------------------------ | -------------------- | -------------------------------------- | ------------------------------------------------- | ------------------------------------- |
| Saw                          | 29 de octubre de 2004    | James Wan            | Leigh Whannell                         | James Wan & Leigh Whannell                        | Gregg Hoffman, Oren Koules, Mark Burg |
| Saw II                       | 28 de octubre de 2005    | Darren Lynn Bousman  | Leigh Whannell and Darren Lynn Bousman | Leigh Whannell and Darren Lynn Bousman            | Gregg Hoffman, Oren Koules, Mark Burg |
| Saw III                      | 27 de octubre de 2006    | Darren Lynn Bousman  | Leigh Whannell                         | James Wan & Leigh Whannell                        | Gregg Hoffman, Oren Koules, Mark Burg |
| Saw IV                       | 26 de octubre de 2007    | Darren Lynn Bousman  | Patrick Melton & Marcus Dunstan        | Patrick Melton & Marcus Dunstan and Thomas Fenton | Gregg Hoffman, Oren Koules, Mark Burg |
| Saw V                        | 24 de octubre de 2008    | David Hackl          | Patrick Melton & Marcus Dunstan        | Patrick Melton & Marcus Dunstan                   | Gregg Hoffman, Oren Koules, Mark Burg |
| Saw VI                       | 23 de octubre de 2009    | Kevin Greutert       | Patrick Melton & Marcus Dunstan        | Patrick Melton & Marcus Dunstan                   | Gregg Hoffman, Oren Koules, Mark Burg |
| Saw 3D                       | 29 de octubre de 2010    | Kevin Greutert       | Patrick Melton & Marcus Dunstan        | Patrick Melton & Marcus Dunstan                   | Gregg Hoffman, Oren Koules, Mark Burg |
| Jigsaw                       | 27 de octubre de 2017    | The Spierig Brothers | Josh Stolberg & Peter Goldfinger       | Josh Stolberg & Peter Goldfinger                  | Gregg Hoffman, Oren Koules, Mark Burg |
| Spiral: From the Book of Saw | 14 de mayo de 2021       | Darren Lynn Bousman  | Josh Stolberg & Peter Goldfinger       | Josh Stolberg & Peter Goldfinger                  | Oren Koules, Mark Burg                |
| Saw X                        | 29 de septiembre de 2023 | Kevin Greutert       | Josh Stolberg & Peter Goldfinger       | Josh Stolberg & Peter Goldfinger                  | Oren Koules, Mark Burg                |

## Equipo

### Personajes
El equipo de actores de la franqucia Saw es muy amplio y suele aparecer, ya sea mediante grabación, efectos especiales o usando metraje de películas previas, en varias entregas. En esta tabla aparece un resumen de los principales personajes que aparecen en las diferentes entregas.
| Personaje            | Actor                             | Saw  | Saw II | Saw III | Saw IV | Saw V | Saw VI | Saw 3D | Jigsaw | Spiral | Saw X |
| Personaje            | Actor                             | 2004 | 2005   | 2006    | 2007   | 2008  | 2009   | 2010   | 2017   | 2021   | 2023  |
| -------------------- | --------------------------------- | ---- | ------ | ------- | ------ | ----- | ------ | ------ | ------ | ------ | ----- |
| John Kramer (Jigsaw) | Tobin Bell                        |      |        |         |        |       |        |        |        |        |       |
| Amanda Young         | Shawnee Smith                     |      |        |         |        |       |        |        |        |        |       |
| Mark Hoffman         | Costas Mandylor                   |      |        |         |        |       |        |        |        |        |       |
| Jill Tuck            | Betsy Russell                     |      |        |         |        |       |        |        |        |        |       |
| Lawrence Gordon      | Cary Elwes                        |      |        |         |        |       |        |        |        |        |       |
| Adam Stanheight      | Leigh Whannell                    |      |        |         |        |       |        |        |        |        |       |
| Peter Strahm         | Scott Patterson                   |      |        |         |        |       |        |        |        |        |       |
| Eric Matthews        | Donnie Wahlberg                   |      |        |         |        |       |        |        |        |        |       |
| Daniel Rigg          | Lyriq Bent                        |      |        |         |        |       |        |        |        |        |       |
| Allison Kerry        | Dina Meyer                        |      |        |         |        |       |        |        |        |        |       |
| David Tapp           | Danny Glover                      |      |        |         |        |       |        |        |        |        |       |
| Lindsey Perez        | Athena Karkanis                   |      |        |         |        |       |        |        |        |        |       |
| Steven Sing          | Ken Leung                         |      |        |         |        |       |        |        |        |        |       |
| Daniel Matthews      | Erik Knudsen                      |      |        |         |        |       |        |        |        |        |       |
| Obi Tate             | Tim Burd                          |      |        |         |        |       |        |        |        |        |       |
| Jeff Denlon          | Angus Macfadyen                   |      |        |         |        |       |        |        |        |        |       |
| Lynn Denlon          | Bahar Soomekh                     |      |        |         |        |       |        |        |        |        |       |
| Corbet Denlon        | Niamh Wilson                      |      |        |         |        |       |        |        |        |        |       |
| Dan Erickson         | Mark Rolston                      |      |        |         |        |       |        |        |        |        |       |
| Brit                 | Julie Benz                        |      |        |         |        |       |        |        |        |        |       |
| Mallick              | Greg Bryk                         |      |        |         |        |       |        |        |        |        |       |
| Pamela Jenkins       | Samantha Lemole                   |      |        |         |        |       |        |        |        |        |       |
| William Easton       | Peter Outerbridge                 |      |        |         |        |       |        |        |        |        |       |
| Bobby Dagen          | Sean Patrick Flanery              |      |        |         |        |       |        |        |        |        |       |
| Matt Gibson          | Chad Donella                      |      |        |         |        |       |        |        |        |        |       |
| Logan Nelson         | Matt Passmore                     |      |        |         |        |       |        |        |        |        |       |
| Eleanor Bonneville   | Hannah Emily Anderson             |      |        |         |        |       |        |        |        |        |       |
| Zeke Banks           | Chris Rock                        |      |        |         |        |       |        |        |        |        |       |
| William Schenk       | Max Minghella Leonidas Castrounis |      |        |         |        |       |        |        |        |        |       |
| Marcus Banks         | Samuel L. Jackson                 |      |        |         |        |       |        |        |        |        |       |
| Cecilia Pederson     | Synnøve Macody Lund               |      |        |         |        |       |        |        |        |        |       |
| Gabriela             | Renata Vaca                       |      |        |         |        |       |        |        |        |        |       |

     El personaje aparece
     El personaje aparece en recuerdos, mediante el uso único de voz, cameo, mediante el uso de efectos especiales, doble de cuerpo o en partes de películas previas
     El personaje no aparece

## Futuro

### Serie de televisión
En abril de 2021, el presidente de Lionsgate Television, Kevin Beggs, anunció en una entrevista con Deadline Hollywood que Lionsgate TV está en conversaciones iniciales sobre la adaptación/continuación de una serie de televisión de la película Spiral.

### Secuelas
En septiembre de 2023, los productores Mark Burg y Oren Koules declararon que hay planes tentativos para futuras entregas de la serie de películas Saw, dependiendo de la recepción y el éxito de Saw X. Más tarde, Stolberg anunció que hay planes activos para una undécima entrega. Afirmaron que la escena de mitad de créditos de Saw X tiene como objetivo preparar una película futura que incluirá nuevamente al personaje, Mark Hoffman. El personaje de Cecilia fue dejado vivo intencionalmente para una posible secuela para expandir su personaje. El mes siguiente, Greutert le dijo a The Hollywood Reporter que "hay tantas direcciones que podríamos tomar, pero para mí, no hay ninguna obvia que surja de esta película. Realmente quería que se sintiera como una especie de despedida final para el personaje de Jigsaw, pero nunca digas nunca"

## Acogida
En general, la saga ha recibido desde críticas mixtas hasta negativas por los críticos especializados, sin embargo de la audiencia ha recibido críticas más positivas, así como ganado un seguimiento de culto, por lo que la saga ha sido un éxito comercial, sobre todo al compararla con su, relativamente bajo presupuesto (ha costado aproximadamente 107 millones de dólares y ha recaudado más de 1100 millones).

### Taquilla
| Película     | Lanzamiento              | Ingresos                | Ingresos        | Ingresos        | Presupuesto   | Ref.   |
| Película     | Lanzamiento              | Estados Unidos y Canadá | Resto del mundo | Total           | Presupuesto   | Ref.   |
| ------------ | ------------------------ | ----------------------- | --------------- | --------------- | ------------- | ------ |
| Saw          | 29 de octubre de 2004    | 55.185.045 $            | 47.911.300 $    | 103.096.345 $   | 1.200.000 $   | [ 5 ]  |
| Saw II       | 28 de octubre de 2005    | 87.039.965 $            | 60.708.540 $    | 147.748.505 $   | 4.000.000 $   | [ 6 ]  |
| Saw III      | 27 de octubre de 2006    | 80.238.724 $            | 84.635.551 $    | 164.874.275 $   | 10.000.000 $  | [ 7 ]  |
| Saw IV       | 26 de octubre de 2007    | 63.300.095 $            | 76.052.538 $    | 139.352.633 $   | 10.000.000 $  | [ 8 ]  |
| Saw V        | 24 de octubre de 2008    | 56.746.769 $            | 57.117.290 $    | 113.864.059 $   | 10.800.000 $  | [ 9 ]  |
| Saw VI       | 23 de octubre de 2009    | 27.693.292 $            | 40 540 337 $    | 68 233 629 $    | 11.000.000 $  | [ 10 ] |
| Saw VII (3D) | 29 de octubre de 2010    | 45.710.178 $            | 90.440.256 $    | 136.150.434 $   | 17.000.000 $  | [ 11 ] |
| Jigsaw       | 27 de octubre de 2017    | 38.052.832 $            | 64.900.056 $    | 102.952.888 $   | 10.000.000 $  | [ 12 ] |
| Spiral       | 14 de mayo de 2021       | 23.216.862 $            | 17.392.032 $    | 40.608.894 $    | 20.000.000 $  | [ 13 ] |
| Saw X        | 27 de septiembre de 2023 | 53.607.898 $            | 58.594.582 $    | 112.202.480 $   | 13.000.000 $  | [ 14 ] |
| Total        | Total                    | 530.791.660 $           | 598.292.482 $   | 1.129.084.142 $ | 107.000.000 $ | —      |

### Recepción crítica
| Película | Rotten Tomatoes   | Rotten Tomatoes      | Rotten Tomatoes     | Metacritic      | CinemaScore | IMDb                | FilmAffinity        |
| Película | Total             | Críticos importantes | Audiencia           | Metacritic      | CinemaScore | IMDb                | FilmAffinity        |
| -------- | ----------------- | -------------------- | ------------------- | --------------- | ----------- | ------------------- | ------------------- |
| Saw      | 50% (191 reseñas) | 33% (49 reseñas)     | 84% (250 000 votos) | 46 (32 reseñas) | C+          | 7.6 (438 000 votos) | 7.2 (105 719 votos) |
| Saw II   | 37% (122 reseñas) | 22% (37 reseñas)     | 59% (250 000 votos) | 40 (28 reseñas) | B+          | 6.6 (262 000 votos) | 6.1 (53 136 votos)  |
| Saw III  | 30% (94 reseñas)  | 14% (29 reseñas)     | 71% (250 000 votos) | 48 (16 reseñas) | B           | 6.2 (201 000 votos) | 5.7 (30 521 votos)  |
| Saw IV   | 18% (83 reseñas)  | 4% (26 reseñas)      | 62% (250 000 votos) | 36 (16 reseñas) | B           | 5.9 (156 000 votos) | 5.5 (22 374 votos)  |
| Saw V    | 13% (76 reseñas)  | 10% (21 reseñas)     | 52% (100 000 votos) | 20 (13 reseñas) | C           | 5.8 (129 000 votos) | 5.4 (24 534 votos)  |
| Saw VI   | 39% (74 reseñas)  | 32% (19 reseñas)     | 45% (250 000 votos) | 30 (12 reseñas) | B           | 6.0 (117 000 votos) | 5.5 (14 951 votos)  |
| Saw 3D   | 9% (81 reseñas)   | 13% (24 reseñas)     | 41% (50 000 votos)  | 24 (17 reseñas) | B-          | 5.5 (103 000 votos) | 5.1 (11 419 votos)  |
| Jigsaw   | 32% (91 reseñas)  | 33% (18 reseñas)     | 89% (25 000 votos)  | 39 (18 reseñas) | B           | 5.7 (84 000 votos)  | 5.0 (6 003 votos)   |
| Spiral   | 37% (227 reseñas) | 23% (40 reseñas)     | 59% (2 500 votos)   | 40 (33 reseñas) | B–          | 5.2 (54 252 votos)  | 4.6 (4 226 votos)   |
| Total    | 29%               | 20%                  | 62%                 | 36              | B-          | 6.1                 | 5.6                 |